# Саборна црква у Карловцу
45° 29′ 35″ N 15° 33′ 24″ E / 45.49306° С; 15.55667° И
Саборна црква Светог оца Николаја (Светог Николе) у Карловцу је главни и највећи православни храм у Карловцу, смештен уз седиште, владичански двор Горњокарловачке епархије Српске православне цркве. Саборна црква у Карловцу је средишња црква епархије.

## Историјат
Први Срби на подручју Карловца спомињу се 1585. године. Увођењем Војне крајине 1746. године у Карловац се насељава више српских породица.
Вјерски живот православних становника Карловца оживљава доласком Данила Јакшића за епископа горњокарловачког, који је у Карловац слао по једног калуђера из манастира Гомирје да обиђе православне Србе, који 1752. године благословом епископа у једној кући уређују себи капелу.
Проглашење Карловца слободним краљевским градом имућни трговци одлучише искористити да себи направе православни храм. Настојањем епископа Јована Јовановића 1785. године добијају дозволу за градњу цркве. Цркву је по својим нацртима градио познати карловачки градитељ Јосип Штилер. Цркву посвећену Светом оцу Николају осветио је 9. марта 1803. године епископ Петар Јовановић.
Иконе је израдио познати сликар Арса Тодоровић. По својој градитељској вриједности (каснобарокни стил) и унутрашњој опремљености била је у то вријеме једна од најљепших православних цркава. У њој су служила два свештеника, од којих је један био и тамошњи учитељ.
Током Другог светског рата саборни храм Светог оца Николаја био је тешко оштећен, али не и срушен. Из храма су били однесени сви богослужни предмети, а грађевина је била претворена у складиште опљачкане српске имовине. Након рата храм је, колико је то било могуће, обновљен и оспособљен за богослужење.
Међутим, ноћи 28/29. децембра. 1991. године храм је миниран и тешко оштећен. Поновно је оштећен и опљачкан, а 19. јуна 1993. године од посљедица узастопног минирања урушили су се звоник и кров, те дио зидова. Терористичким актом 25. децембра 1993. године стручно је у средишту града миниран и већи дио зграде горњокарловачке епархије и црквене општине карловачке. Готово две деценије ове рушевине биле су ругло у самом средишту града, али показатељ (не)поштовања челника Карловца према православним светињама.
Упорношћу епископа далматинског Фотија, који је администрирао упражњеном горњокарловачком епархијом 2001. године покренута је иницијатива за обновом храма Светог оца Николаја, а наставља се и доласком епископа Герасима за новог епископа горњокарловачког.
Упркос бројним недаћама црква је обновљена и, колико је то било могуће, враћена у свој првобитни изглед 2007. године захваљујући понајвише упорном карловачком пароху протојереју-ставрофору Душку Спасојевићу. Његовим премјештајем у Загреб бригу око потпуног довршења храма преузео је нови карловачки парох, јереј Славиша Симаковић.

## Извор
- „Идентитет“ - Саборни храм Светог оца Николаја у Карловцу